# Muž, který maloval mandlovníky
Muž, který maloval mandlovníky (v originále Der Mann, der die Mandelbäumchen malte) je předposlední román rakouského spisovatele J. M. Simmela z roku 1998.

## Děj
Úspěšný spisovatel sešitových románů Roger Royan cestuje luxusním vlakem do Cannes a na chodbě Train bleu se seznamuje s bohatou Američankou Mrs. Collinsovou. Mrs. Collinsová ho pozve na skleničku šampaňského a v jejím kupé mu vypráví svůj pohnutý příběh.
Vzpomíná, jak byla se svým starším manželem ve Francii a kde se seznámila s okouzlujícím malířem Pierrem Mondragonem, který ji svede.
Po této události ji a jejího manžela pozval do svého domu, ale manžel musel odjet do Paříže a Mrs. Collinsová jela sama. Jeho dům byl přeplněn slony a kohouty pro štěstí. A tam se s ní malíř Mondragon poprvé miloval. Mrs. Collinsová je šťastná.
Když po měsíci s manželem z Francie odjíždí, slibuje malíři, že se vrátí. Ale nevrátila se. Musela se starat o manžela, který těžce onemocněl. Ale s Mondragonem udržovala kontakt. Pravidelně si dopisovali a on ji každý rok po nekonečně dlouhých jedenáct let posílal obrázek mandlovníků. Pak Mrs. Collinsová ovdověla a po půl roce se rozhodla, že se vrátí k Mondragonovi. Navždy. Ale osud byl velice krutý: druhý den byla paní Collinsová ve svém kupé mrtvá.
Royan cestuje dále do Cannes a tam se rozhodne navštívit onoho malíře. Nachází vše tak, jak to popsala Mrs. Collinsová. A na konci své cesty dojde k překvapivému závěru a spisovatel Royan zjistí, že štěstí je jen pomíjivá iluze.

## Úryvek
„Bůh,“ odpověděla. „Ušetřil tu ženu velkého žalu a nechal ji umřít v blaženosti.“ Zavřela skříň a znovu se posadila. „Ovšemže mého muže milovala. Všechny ty dámy ho milovaly. Je pravda, že neuměl malovat. Byl hloupý, víte, monsieur Royane, hrozně hloupý. Neuměl vlastně vůbec nic. Jenom jedno: Dokázal ženu udělat šťastnou… A Pierre kromě milování nic jiného neuměl. To, že se vyspí s jinými, jsem brala jako jeho povolání… Můj milovaný Pierre byl schopen každé z těch žen akorát poslat obrázek mandlovníku a na zadní stranu připsat verše od Poea.“ Po chvilce dodala: „Umím jeho písmo napodobit k nerozeznání, víte? … Pierre je mrtvý. A bez něj to není žádný život. Potrestat? Mě? Ach, je mi to naprosto lhostejné, monsieur, úplně lhostejné. Umřu tak jako tak, potrestaná nebo ne …“